# 幻影
《幻影》是香港男歌手譚詠麟於1984年推出的一首經典歌曲，作曲及編曲為林敏怡、填詞林敏驄，監製關維麟。此曲收錄於同年推出的專輯《霧之戀》內，為譚詠麟主演電影《陰陽錯》的主題曲。在譚詠麟當年的盛世之下，《幻影》僅為他其中一首「金曲」，獲得1984年度勁歌金曲的歌曲獎。而同年他亦推出了《愛在深秋》、《霧之戀》和《愛的根源》等經典金曲。

## 簡介
《幻影》分成兩個版本，第一個收錄於《春…遲來的秋天》內，第二個則是流傳度較高，而且較受歡迎的版本，收錄於《霧之戀》。兩個版本的分別在於前奏，較流行的版本是前段沒有音樂，僅有風鈴聲，營造出非常淒美的效果，加上譚詠麟動人的演繹，令此曲完美刻畫了《陰陽錯》悲慘的故事形象。林敏驄描寫歌詞表現得非常細膩，表達出愛情疑幻疑真、難以捉摸的感覺，緊扣著電影主角是女鬼的主旨。

## 獎項
- 1984年十大勁歌金曲 - 十大金曲獎

此外，亦是RTHK龍虎榜的冠軍歌

## 其他版本
1999年，譚詠麟與另一天王張國榮合唱，在他的《誰可改變15週年紀念集》推出主打歌曲《幻影+霧之戀》，是1984年其中兩首經典歌曲《幻影》及《霧之戀》的合併版，成為四台冠軍歌。
此外，《幻影》亦被多個翻唱版本:
- 陳百強(1988)
- 張學友(1995)
- 張敬軒(2007)
- 李克勤(2008)
- 王菀之(2014)